# خاچیک آدامیان
خاچیک مناتساکانی آدامیان (ارمنی: Խաչիկ Մնացականի Ադամյան؛ زاده ۲۵ دسامبر ۱۹۲۱ - درگذشته ۱۱ نوامبر ۱۹۹۵) مجسمه‌ساز و نقاش اهل ارمنستان بود.

## زندگی‌نامه
وی در ۲۵ دسامبر ۱۹۲۱ در ایروان به دنیا آمد . وی عضو اتحادیه نقاشان ارمنستان و اتحادیه معماران ارمنستان بود. وی همچنین برنده جوایزی همچون نقاش شایسته ارمنستان شوروی و نشان جنگ میهنی (درجه دو) شد. وی در ۱۱ نوامبر ۱۹۹۵ در سن ۷۳ سالگی در ایروان درگذشت و در آرامستان چارباخ به خاک سپرده شد.